# آراندزار
میساک گویومچیان (ارمنی: Միսաք Գույումճյան؛ با نام ادبی آراندزار (ارمنی: Առանձար؛ ‏ ۸ سپتامبر ۱۸۷۷ – ۱۳ سپتامبر ۱۹۱۳) یک  داستان کوتاه نویس و شاعر ارمنی‌تبار بود.

## زندگی‌نامه
آراندزار در Talas در نزدیکی قیصریه به دنیا آمد و در بین سال‌های ۱۹۰۰ تا ۱۹۰۷ در مدرسه ساناساریان کارین (ارزروم) و دانشگاه زوریخ تحصیل نمود. وی در سال ۱۹۰۷ میلادی مدیریت مدرسه ارمنی شهر اسکندریه را برعهده داشت.  سپس به مدیریت مدرسه ارمنی در آدانا و کیلیکیه برگزیده شد که تا سال ۱۹۱۳ و مرگ نابهنگامش این سمت را برعهده داشت. نخستین داستان‌های کوتاه وی در بین سال‌های ۱۹۰۳ تا ۱۹۰۴ در تفلیس در ماهنامه "مورج" (چکش) به چاپ رسید و سپس چاپ آنها در روزنامه‌های ارمنستان شرقی و ارمنستان غربی ادامه یافت.